# Martin Richards (produttore cinematografico)
Martin Richards, noto anche con lo pseudonimo di Marty Richards (nato Morton Richard Klein; New York, 11 marzo 1932 – New York, 26 novembre 2012), è stato un produttore cinematografico statunitense, vincitore di un Oscar al miglior film per Chicago.
Oltre all'Oscar ha vinto anche tre Tony Award al miglior musical e un Tony Award al miglior revival di un musical su un totale di 10 candidature. 
Nonostante si sia dichiarato gay, ha sposato l'erede e imprenditrice della Johnson & Johnson Mary Lea Johnson Richards. Malato di tumore al fegato, morì nella sua casa a Manhattan il 26 novembre 2012 all'età di 80 anni.

## Filmografia
- I ragazzi venuti dal Brasile (The Boys from Brazil), regia di Franklin J. Schaffner (1978)
- Bronx 41º distretto di polizia (Fort Apache, The Bronx), regia di Daniel Petrie (1981)
- Chicago, regia di Rob Marshall (2002)